# 서흥 김씨
서흥 김씨(瑞興 金氏)는 황해북도 서흥군을 본관으로 하는 한국의 성씨이다.

## 역사
《증보문헌비고》 및 《조선씨족통보》 등의 문헌에 의하면 시조 김보(金寶)는 신라 경순왕 김부(新羅 敬順王 金溥)의 후예로 고려 시대 경종 말엽과 성종 초엽 시대에 금오위 정용중랑장(金吾衛 精勇中郞將)을 지냈다.
그리고 훗날 시조(김보)의 서얼 고손(庶孼 高孫)인 김천록(金天祿)은 고려 중엽 고종 시대에서부터 김방경(金方慶)의 부장(部將)으로 원종 시대에 자행되었던 삼별초(三別抄)의 난을 진압 및 여원연합군(麗元聯合軍)이 일본을 정벌하고자 진군할 때에도 전공을 세워 대장군(大將軍)·판판도사사(判版圖司事)에 오르고 서흥군(瑞興君)에 봉해지자, 후손들이 본관을 서흥(瑞興)으로 하였다.
그의 10세손 한훤당(寒暄堂) 김굉필(金宏弼)이 조선 연산군 때 대학자로 벼슬이 형조 정랑(刑曹 正郎)이었으며, 시호는 문경공(文敬公)으로 문묘(文廟)에 종사되어, 이후 가문이 명문(名門) 반열에 오르게 되었다.

## 본관
서흥(瑞興)은 황해북도 북부에 위치한 지명이다. 고구려시대에 오곡군(五谷郡) 또는 우차탄홀(于次呑忽)이라 하였으며, 757년(신라 경덕왕 16)에 신라 때에는 오관군(五關郡)으로 고쳤다. 940년(고려 태조 23)에 동주군(洞州郡)으로 바꾸었다가 1270년(원종 11)에 안태(安胎)로 불렸다가 서흥으로 고쳐 부르고 현령을 두었다. 1415년(태종 15)에 서흥군(瑞興郡)으로 개칭하였다. 1424년(세종 6)에 도호부(都護府)로 승격하였다가, 1671년(현종 12)에 현으로 강등하였다. 1895년(고종 32)에 지역 명칭 제도 개정으로 인하여 서흥군이 되었다.

## 분파
- 경기파(京畿派) : 파조 김중건(金中乾)
- 영남현풍파(嶺南玄風派) : 파조 김중곤(金中坤)
  - 장파(長派) : 파조 김언숙(金彦塾)
  - 중파(仲派) : 파조 김언상(金彦庠)
  - 계파(系派) : 파조 김언학(金彦學)
- 호남나주파(湖南羅州派) : 파조 김총(金總)
- 호남해남파(湖南海南派) : 파조 김진(金縉)
- 초계파(草溪派) : 파조 김중인(金中寅)

## 인물
- 김치양
- 김천록
- 김굉필
- 김인득
- 김달식
- 김희옥
- 김동진
- 김자옥

## 집성촌
- 황해도 금천군 고동면 나성리
- 대구광역시 달성군 현풍읍 지리
- 대구광역시 달성군 구지면 도동리
- 대구광역시 달성군 유가읍 본말리
- 경기도 안성시 고삼면 일원
- 경상남도 합천군 초계면 일원
- 경상남도 창녕군 유어면 풍조리
- 경상남도 창녕군 고암면 계상리
- 경상남도 창녕군 창녕읍 용석리
- 경상남도 밀양시 청도면 두곡리
- 경상남도 의령군 낙서면 여의리
- 전라남도 나주시

## 인구
- 1985년 6,098가구 24,281명
- 2000년 8,980가구 28,313명[2]
- 2015년 36,402명